# All I Want (Lied)
All I Want (englisch für „alles was ich will“) ist ein Lied der US-amerikanischen Punk-Rock-Band The Offspring. Der Song ist die erste Singleauskopplung ihres vierten Studioalbums Ixnay on the Hombre und wurde am 31. Dezember 1996 veröffentlicht.

## Inhalt
All I Want wird von Dexter Holland aus der Perspektive des lyrischen Ichs gesungen und handelt von dem Wunsch, in Freiheit zu leben, ohne sich an die Vorschriften anderer halten zu müssen. Er regt sich darüber auf, dass höhere Autoritäten das Sagen haben, die Kontrolle ausüben und Regeln vorgeben, ohne die Menschen zu respektieren. Dagegen solle man sich auflehnen und seine Stimme erheben, bis man gehört werde.

“So back off your rules, back off your jive

’Cause I’m sick of not living to stay alive

Leave me alone, not asking a lot

Just don’t want to be controlled

That’s all I want”

## Produktion
Der Song wurde von dem US-amerikanischen Musikproduzenten Dave Jerden produziert. Als Autor fungierte The-Offspring-Sänger Dexter Holland.

## Musikvideo
Bei dem zu All I Want gedrehten Musikvideo führte David Yow von The Jesus Lizard Regie. Es verzeichnet auf YouTube über 27 Millionen Aufrufe (Stand Dezember 2024). Im Video bricht ein Jugendlicher von Zuhause aus, indem er die Haustür eintritt und danach oberkörperfrei durch die Straßen läuft, wobei er verschiedene Menschen anrempelt. Zwischendurch ist die Band zu sehen, die den Song in einem Wohnhaus spielt, sowie alte Schwarzweißaufnahmen von verschiedenen Situationen, darunter ein Fahrradrennen, ein Flugzeug, das in eine Scheune stürzt, und ein Rennwagen, der in eine Menschenmenge rast. Andere Szenen zeigen einen maskierten Mann, bei dem es sich um Buzz Osborne handelt, der im Takt Klavier spielt. Am Ende des Videos zieht der Jugendliche sich bis auf die Boxershorts aus und läuft über eine matschige Wiese, wo er im Schlamm ausrutscht und hinfällt.

## Single

### Covergestaltung
Das Singlecover ist im Comicstil gehalten und zeigt zwei Skelette, die miteinander kämpfen. Ein Skelett trägt einen Hut, während dem anderen der Hut herunterfällt. Der Hintergrund ist orange und über bzw. unter dem Bild befinden sich die weißen Schriftzüge The Offspring und All I Want auf schwarzem Grund.

### Titelliste
1. All I Want – 1:54
2. Way Down the Line – 2:35
3. Smash It Up – 3:26

### Chartplatzierungen
All I Want stieg am 1. Februar 1997 auf Platz 31 in die britischen Singlecharts ein und belegte in der folgenden Woche Rang 61, bevor es die Top 100 verließ. Weitere Chartplatzierungen gelangen unter anderem in Norwegen, Finnland, Australien, Österreich, Neuseeland und Schweden. Dagegen verpasste es die deutschen und die US-amerikanischen Top 100.
| ChartsChartplatzierungen     | Höchstplatzierung | Wochen |
| ---------------------------- | ----------------- | ------ |
| Österreich (Ö3)              | 25 (7 Wo.)        | 7      |
| Vereinigtes Königreich (OCC) | 31 (2 Wo.)        | 2      |